# Hommes illustres (Louvre)

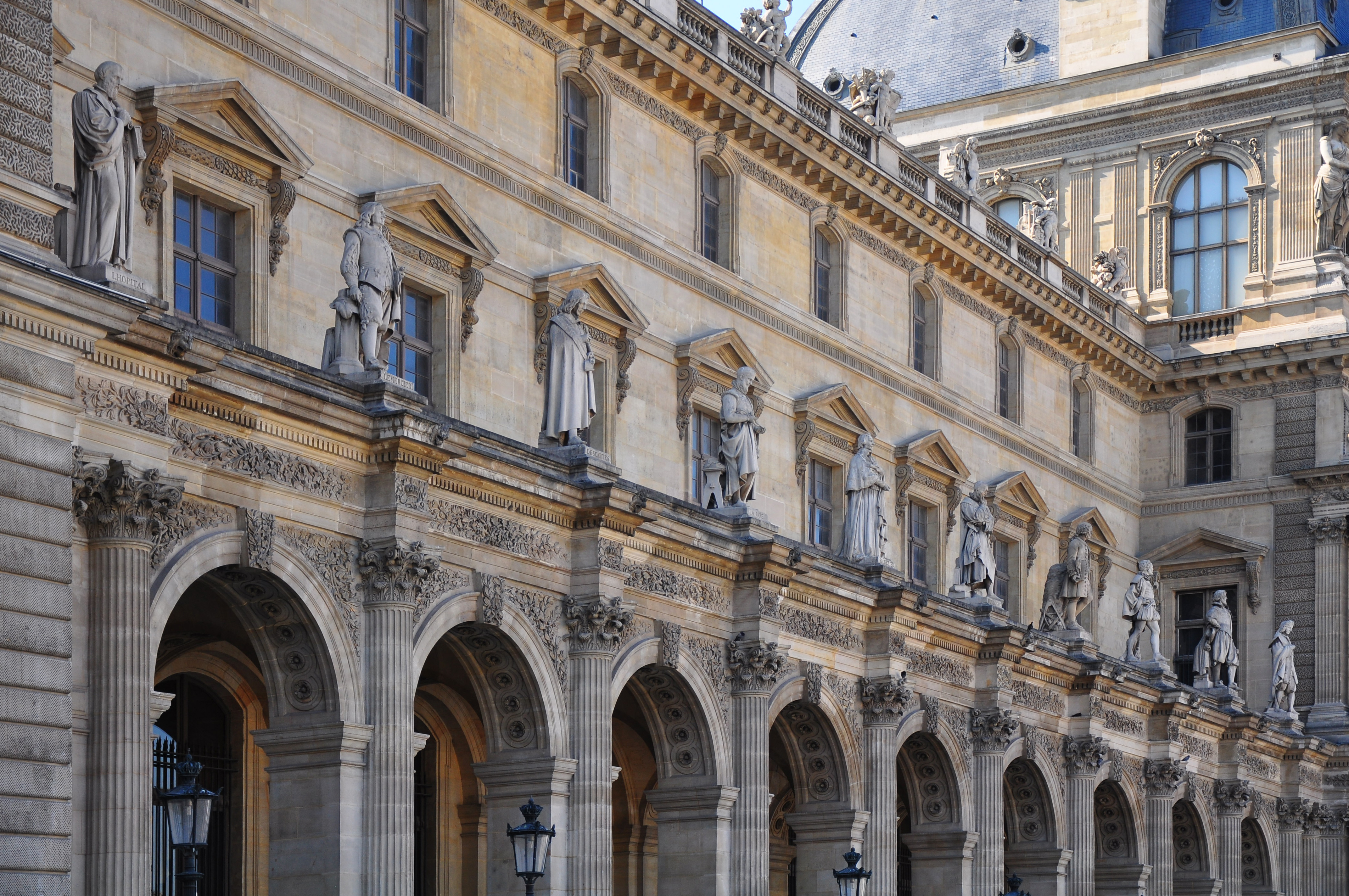
Les 10 statues de l'aile Daru, sur les 86 Hommes illustres que compte la cour Napoléon.

Les Hommes illustres ou Hommes célèbres sont une série de 86 statues installées sur les ailes de la cour Napoléon du palais du Louvre à Paris, en France, entre 1853 et 1857.

## Généralités

### Sujets représentés
La série comporte 86 statues. La plupart représentent des personnalités de la culture française (25 hommes de lettres, 20 artistes, 13 architectes), mais la série compte également une dizaine de scientifiques, 9 hommes d'État et 8 hommes d'Église. On ne trouve pas d'homme de guerre, à l'exception de Vauban qui peut toutefois être considéré comme un économiste. Aucune femme n'est représentée.

### Description
Les statues, en ronde-bosse, représentant chacune en pied une personnalité. Elles reposent sur un petit socle de section carrée sur la tranche duquel est gravé le nom du sujet. Elles mesurent environ 3 mètres de hauteur.

### Localisation
Les statues sont installées sur les balustrades de la cour Napoléon du Louvre, au premier étage du palais, de façon symétrique par rapport à l'axe est-ouest de la cour. En partant du nord et en suivant les différentes ailes :
| Aile                   | Nombre     |
| ---------------------- | ---------- |
| Aile Turgot en retour  | 8 statues  |
| Aile Turgot            | 10 statues |
| Aile Colbert           | 10 statues |
| Rotonde de Beauvais    | 6 statues  |
| Aile Henri IV          | 8 statues  |
| Pavillon Sully         | 2 statues  |
| Aile Henri II          | 8 statues  |
| Rotonde d'Apollon      | 6 statues  |
| Aile Daru              | 10 statues |
| Aile Mollien           | 10 statues |
| Aile Mollien en retour | 8 statues  |

## Historique
En 1853, l'architecte Louis Visconti est chargé par l'empereur Napoléon III, qui vient alors à peine de prendre le pouvoir en France, de concevoir le projet de réunion des palais du Louvre et des Tuileries ; il prévoit alors de placer des statues d'hommes illustres sous les arcades de la cour Napoléon. Visconti meurt subitement d'une crise cardiaque à la fin 1853 et le chantier est alors confié à l'architecte Hector-Martin Lefuel. Celui-ci choisit de placer ces statues sur la balustrade du premier étage.
L'ensemble de la statuaire est réalisée entre 1853 et 1857 par un ensemble de sculpteurs, certains obtenant la réalisation de deux statues.
Les travaux de rénovation du Louvre, à la fin des années 1980, conduisent à la restauration des statues. Cinq nécessitent d'être totalement remplacées : Poussin, Houdon, Sully, Colbert, Rabelais. Le 21 décembre 1994, l'Agence d'architecture du palais du Louvre verse les cinq originaux, mutilés, au département des sculptures du musée du Louvre,,.

## Statues
| No | Statue                                                 | Qualité                    | Dates      | Sculpteur                         | Aile                  | Notes                                                                                              | Illus. |
| -- | ------------------------------------------------------ | -------------------------- | ---------- | --------------------------------- | --------------------- | -------------------------------------------------------------------------------------------------- | ------ |
| 1  | Jean de La Fontaine                                    | Homme de lettres           | 1621-1695  | Jean-Louis Jaley                  | Aile Turgot (retour)  | |        |
| 2  | Blaise Pascal                                          | Homme de lettres           | 1623-1662  | François Lanno                    | Aile Turgot (retour)  | |        |
| 3  | François Eudes de Mézeray                              | Historien                  | 1610-1683  | Louis-Joseph Daumas               | Aile Turgot (retour)  | |        |
| 4  | Molière                                                | Homme de lettres           | 1622-1673  | Bernard Seurre                    | Aile Turgot (retour)  | |        |
| 5  | Nicolas Boileau                                        | Homme de lettres           | 1636-1711  | Charles Émile Seurre              | Aile Turgot (retour)  | |        |
| 6  | Fénelon                                                | Homme de lettres           | 1651-1715  | Jean-Marie Bonnassieux            | Aile Turgot (retour)  | |        |
| 7  | François de La Rochefoucauld                           | Homme de lettres           | 1613-1680  | Noël-Jules Girard                 | Aile Turgot (retour)  | |        |
| 8  | Pierre Corneille                                       | Homme de lettres           | 1606-1684  | Henri Lemaire                     | Aile Turgot (retour)  | |        |
| 9  | Grégoire de Tours                                      | Ecclésiastique             | 538-594    | Jean Marcellin                    | Aile Turgot           | |        |
| 10 | François Rabelais                                      | Homme de lettres           | 1494-1553  | Élias Robert                      | Aile Turgot           | Remplacée entre 1985 et 1993 par une copie.                                                        |        |
| 11 | François de Malherbe                                   | Homme de lettres           | 1555-1628  | Jean-Jules Allasseur              | Aile Turgot           | |        |
| 12 | Pierre Abélard                                         | Homme de lettres           | 1079-1142, | Jules Cavelier                    | Aile Turgot           | |        |
| 13 | Jean-Baptiste Colbert                                  | Homme d'État               | 1619-1683  | Paul Gayrard                      | Aile Turgot           | Remplacée entre 1985 et 1993 par une copie.                                                        |        |
| 14 | Jules Mazarin                                          | Homme d'État               | 1602-1661  | Pierre Hébert                     | Aile Turgot           | |        |
| 15 | Georges-Louis Leclerc de Buffon                        | Naturaliste                | 1707-1788  | Eugène-André Oudiné               | Aile Turgot           | |        |
| 16 | Jean Froissart                                         | Homme de lettres           | 1333-1400  | Henri Lemaire                     | Aile Turgot           | |        |
| 17 | Jean-Jacques Rousseau                                  | Homme de lettres           | 1712-1778  | Jean-Baptiste Farochon            | Aile Turgot           | |        |
| 18 | Montesquieu                                            | Homme de lettres           | 1689-1755  | Charles-François Nanteuil-Leboeuf | Aile Turgot           | |        |
| 19 | Mathieu Molé                                           | Magistrat                  | 1584-1656  | Charles-François Nanteuil-Leboeuf | Aile Colbert          | |        |
| 20 | Anne Robert Jacques Turgot                             | Homme d'État               | 1727-1781  | Pierre Travaux                    | Aile Colbert          | |        |
| 21 | Saint Bernard                                          | Ecclésiastique             | 1090-1153  | François Jouffroy                 | Aile Colbert          | |        |
| 22 | Jean de La Bruyère                                     | Homme de lettres           | 1645-1696  | Joseph-Stanislas Lescorné         | Aile Colbert          | |        |
| 23 | Suger de Saint-Denis                                   | Ecclésiastique             | 1081-1151  | Nicolas Raggi                     | Aile Colbert          | |        |
| 24 | Jacques-Auguste de Thou                                | Magistrat                  | 1553-1617  | Auguste-Louis Deligand            | Aile Colbert          | |        |
| 25 | Louis Bourdaloue                                       | Ecclésiastique             | 1632-1704  | Louis Desprez                     | Aile Colbert          | |        |
| 26 | Jean Racine                                            | Homme de lettres           | 1639-1699  | Michel-Pascal                     | Aile Colbert          | |        |
| 27 | Voltaire                                               | Homme de lettres           | 1694-1778  | Antoine Desboeufs                 | Aile Colbert          | |        |
| 28 | Jacques-Bénigne Bossuet                                | Homme de lettres           | 1627-1704  | Louis Desprez                     | Aile Colbert          | |        |
| 29 | Nicolas de Condorcet                                   | Homme de lettres           | 1743-1794  | Pierre Loison                     | Rotonde de Beauvais   | |        |
| 30 | Denis Papin                                            | Physicien                  | 1647-1714  | Jean-François Soitoux             | Rotonde de Beauvais   | |        |
| 31 | Sully                                                  | Homme d'État               | 1560-1641  | Gabriel-Vital Dubray              | Rotonde de Beauvais   | La statue est initialement commandée à Denis Foyatier. Remplacée entre 1985 et 1993 par une copie. |        |
| 32 | Sébastien Le Prestre de Vauban                         | Ingénieur                  | 1633-1707  | Gustave Crauk                     | Rotonde de Beauvais   | La statue est initialement commandée à Antoine Étex.                                               |        |
| 33 | Antoine Lavoisier                                      | Chimiste                   | 1743-1794  | Jacques-Léonard Maillet           | Rotonde de Beauvais   | |        |
| 34 | Joseph Jérôme Lefrançois de Lalande                    | Astronome                  | 1732-1807  | Jean-Joseph Perraud               | Rotonde de Beauvais   | |        |
| 35 | François Michel Le Tellier de Louvois                  | Homme d'État               | 1641-1691  | Aimé Millet                       | Aile Henri IV         | |        |
| 36 | Louis de Rouvroy de Saint-Simon                        | Homme de lettres           | 1675-1755  | Pierre Hébert                     | Aile Henri IV         | |        |
| 37 | Jean de Joinville                                      | Homme de lettres           | 1224-1317  | Jean Marcellin                    | Aile Henri IV         | |        |
| 38 | Esprit Fléchier                                        | Ecclésiastique             | 1632-1710  | François Lanno                    | Aile Henri IV         | |        |
| 39 | Philippe de Commynes                                   | Homme de lettres           | 1447-1511  | Eugène-Louis Lequesne             | Aile Henri IV         | |        |
| 40 | Jacques Amyot                                          | Ecclésiastique             | 1513-1593  | Pierre Travaux                    | Aile Henri IV         | |        |
| 41 | Pierre Mignard                                         | Peintre                    | 1606-1668  | Jean-Baptiste Joseph Debay        | Aile Henri IV         | |        |
| 42 | Jean-Baptiste Massillon                                | Ecclésiastique             | 1663-1742  | François Jouffroy                 | Aile Henri IV         | |        |
| 43 | Jacques Ier Androuet du Cerceau                        | Architecte                 | 1510-1585  | Georges Diebolt                   | Pavillon Sully        | La statue est initialement commandée à Louis Léopold Chambard.                                     |        |
| 44 | Jean Goujon                                            | Sculpteur                  | 1510-1569  | Bernard Seurre                    | Pavillon Sully        | La statue est initialement commandée à Gabriel Joseph Garraud.                                     |        |
| 45 | Claude Gellée                                          | Peintre                    | 1600-1682  | Auguste-Hyacinthe Debay           | Aile Henri II         | |        |
| 46 | André Grétry                                           | Compositeur                | 1741-1813  | Victor Vilain                     | Aile Henri II         | |        |
| 47 | Jean-François Regnard                                  | Homme de lettres           | 1655-1709  | Théodore-Charles Gruyère          | Aile Henri II         | |        |
| 48 | Jacques Cœur                                           | Négociant                  | 1395-1456  | Élias Robert                      | Aile Henri II         | |        |
| 49 | Abel-François Poisson de Vandières, marquis de Marigny | Surintendant des Bâtiments | 1727-1781  | Nicolas Raggi                     | Aile Henri II         | |        |
| 50 | André Chénier                                          | Homme de lettres           | 1762-1794  | Auguste Préault                   | Aile Henri II         | |        |
| 51 | Jean-Balthazar Keller                                  | Orfèvre                    | 1638-1702  | Pierre Robinet                    | Aile Henri II         | |        |
| 52 | Antoine Coysevox                                       | Sculpteur                  | 1640-1720  | Jules-Antoine Droz                | Aile Henri II         | |        |
| 53 | Jean Cousin le Jeune                                   | Peintre                    | 1522-1594  | Théodore Jacques                  | Rotonde d'Apollon     | |        |
| 54 | André Le Nôtre                                         | Paysagiste                 | 1613-1700  | Jean-Auguste Barre                | Rotonde d'Apollon     | |        |
| 55 | Clodion                                                | Sculpteur                  | 1738-1814  | Gabriel-Vital Dubray              | Rotonde d'Apollon     | |        |
| 56 | Germain Pilon                                          | Sculpteur                  | 1537-1590  | Louis Desprez                     | Rotonde d'Apollon     | |        |
| 57 | Ange-Jacques Gabriel                                   | Architecte                 | 1698-1782  | Augustin Courtet                  | Rotonde d'Apollon     | |        |
| 58 | Jean Lepautre                                          | Graveur                    | 1618-1682  | Astyanax Scaevola Bosio           | Rotonde d'Apollon     | |        |
| 59 | Michel de L'Hospital                                   | Magistrat                  | 1505-1573  | Eugène Guillaume                  | Aile Daru             | |        |
| 60 | Jacques Lemercier                                      | Architecte                 | 1585-1654  | Antoine Laurent Dantan            | Aile Daru             | |        |
| 61 | René Descartes                                         | Homme de lettres           | 1596-1650  | Gabriel Garraud                   | Aile Daru             | |        |
| 62 | Ambroise Paré                                          | Chirurgien                 | 1509-1590  | Michel-Pascal                     | Aile Daru             | |        |
| 63 | Armand Jean du Plessis de Richelieu                    | Homme d'État               | 1585-1642  | Jean-Auguste Barre                | Aile Daru             | |        |
| 64 | Michel de Montaigne                                    | Homme de lettres           | 1533-1592  | Jean-François Soitoux             | Aile Daru             | |        |
| 65 | Jean-Antoine Houdon                                    | Sculpteur                  | 1741-1828  | François Rude                     | Aile Daru             | Remplacée entre 1985 et 1993 par une copie.                                                        |        |
| 66 | Étienne Dupérac                                        | Architecte                 | 1525-1601  | Jacques Ange Cordier              | Aile Daru             | |        |
| 67 | Salomon de Brosse                                      | Architecte                 | 1570-1626  | Auguste Ottin                     | Aile Daru             | |        |
| 68 | César-François Cassini                                 | Astronome                  | 1714-1784  | Hippolyte Maindron                | Aile Daru             | |        |
| 69 | Henri François d'Aguesseau                             | Magistrat                  | 1668-1751  | Louis-Denis Caillouette           | Aile Mollien          | |        |
| 70 | Jules Hardouin-Mansart                                 | Architecte                 | 1646-1708  | Jean-Joseph Perraud               | Aile Mollien          | |        |
| 71 | Nicolas Poussin                                        | Peintre                    | 1594-1665  | François Rude                     | Aile Mollien          | Remplacée entre 1985 et 1993 par une copie.                                                        |        |
| 72 | Girard Audran                                          | Graveur                    | 1640-1703  | Jacques-Léonard Maillet           | Aile Mollien          | |        |
| 73 | Jacques Sarrazin                                       | Sculpteur                  | 1588-1660  | Honoré Jean Aristide Husson       | Aile Mollien          | |        |
| 74 | Nicolas Coustou                                        | Sculpteur                  | 1658-1733  | Augustin Courtet                  | Aile Mollien          | |        |
| 75 | Eustache Le Sueur                                      | Peintre                    | 1616-1655  | Honoré Jean Aristide Husson       | Aile Mollien          | |        |
| 76 | Claude Perrault                                        | Architecte                 | 1613-1688  | Auguste-Hyacinthe Debay           | Aile Mollien          | |        |
| 77 | Philippe de Champaigne                                 | Peintre                    | 1602-1674  | Jean-Louis-Adolphe Eude           | Aile Mollien          | |        |
| 78 | Pierre Puget                                           | Sculpteur                  | 1620-1694  | Antoine Étex                      | Aile Mollien          | |        |
| 79 | Pierre Lescot                                          | Architecte                 | 1515-1578  | Henry de Triqueti                 | Aile Mollien (retour) | |        |
| 80 | Jean Bullant                                           | Architecte                 | 1515-1578  | Pierre Robinet                    | Aile Mollien (retour) | |        |
| 81 | Charles Le Brun                                        | Peintre                    | 1619-1690  | Jean-Claude Petit                 | Aile Mollien (retour) | |        |
| 82 | Pierre Chambiges                                       | Architecte                 | ?-1544     | Jules-Antoine Droz                | Aile Mollien (retour) | |        |
| 83 | Libéral Bruand                                         | Architecte                 | 1635-1697  | Armand Toussaint                  | Aile Mollien (retour) | |        |
| 84 | Philibert Delorme                                      | Architecte                 | 1510-1570  | Jean-Pierre Dantan                | Aile Mollien (retour) | |        |
| 85 | Bernard Palissy                                        | Potier                     | 1510-1590  | Victor Huguenin                   | Aile Mollien (retour) | |        |
| 86 | Hyacinthe Rigaud                                       | Peintre                    | 1659-1743  | Victor Thérasse                   | Aile Mollien (retour) | |        |